# Christopher Jonathan Sophie
Christopher Jonathan Sophie (* 25. Mai 1991) ist ein Diskuswerfer aus Mauritius und derzeitiger Rekordinhaber seines Landes in dieser Disziplin. 

## Sportliche Laufbahn
Erste internationale Erfahrungen sammelte Christopher Jonathan Sophie 2009 bei den Juniorenafrikameisterschaften in Bambous, bei denen er mit einer Weite von 46,02 m die Silbermedaille gewann. 2017 nahm er an den Spielen der Frankophonie in Abidjan teil und belegte dort mit 50,15 m den vierten Platz, wie auch bei den Afrikameisterschaften in Asaba im Jahr darauf mit 52,31 m. 2019 nahm er erstmals an den Afrikaspielen in Rabat teil und verbesserte dort den Landesrekord auf 55,88 m, womit er auf Platz fünf gelangte. Durch nachträgliche Disqualifikationen rückte er bis auf den Bronzerang vor. 2022 gelangte er bei den Afrikameisterschaften in Port Louis mit 50,93 m auf Rang fünf und im Jahr darauf gewann er bei den Spielen der Frankophonie in Kinshasa mit 58,78 m die Silbermedaille hinter dem Rumänen Alin Firfirică. 2024 belegte er bei den Afrikaspielen in Accra mit 52,98 m den vierten Platz und im Juni gelangte er bei den Afrikameisterschaften in Douala mit 53,68 m auf Rang fünf.
In den Jahren 2021 und 2023 wurde Sophie mauritischer Meister im Diskuswurf.